# Cristoforo Buondelmonti

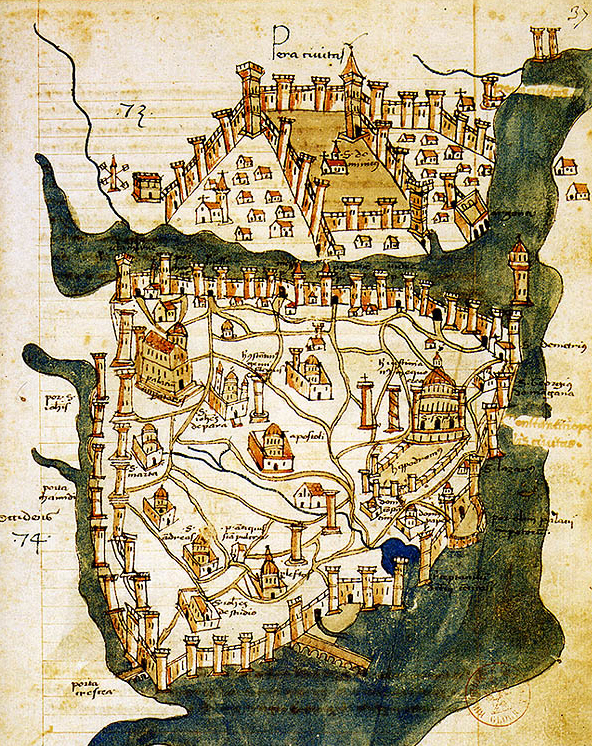
Mapa de Constantinopla (1422) de Buondelmonti, incluido en el Liber insularum Archipelagi (Biblioteca Nacional de Francia, París).

Cristoforo Buondelmonti (Florencia, c. 1385-c. 1430) fue un clérigo, viajero y geógrafo italiano. Viajó principalmente por las islas del Egeo y fue pionero en la promoción del conocimiento de primera mano de Grecia y sus antigüedades en todo el mundo occidental.

## Biografía

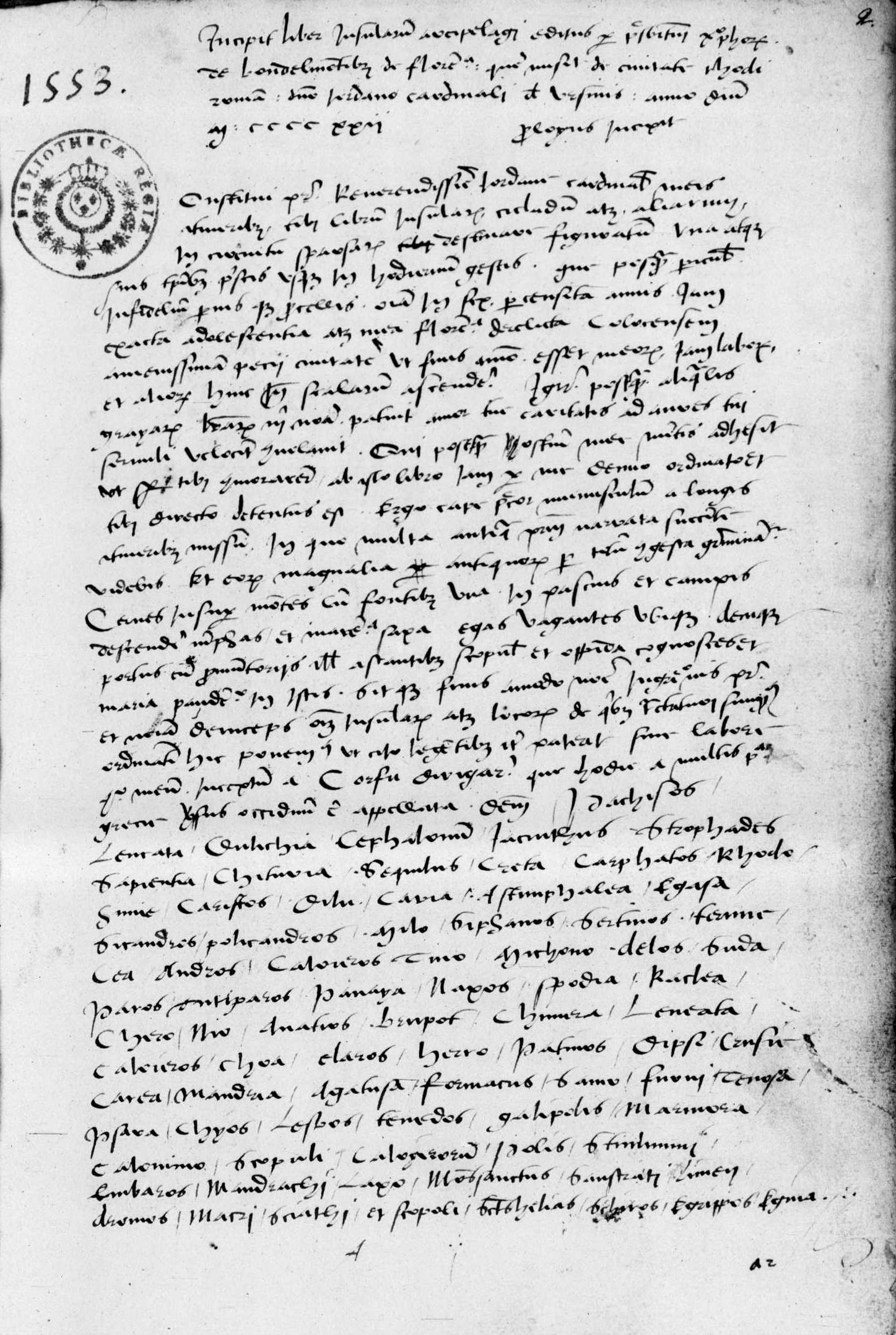
Liber insularum Arcipelagi, manuscrito del. París, Bibliothèque Nationale de France, Fonds latin.

Nacido con certeza en Florencia en torno al año 1385, pertenecía a una importante familia noble, los Buondelmonti, que se había establecido en el valle del Greve y que, propietaria del castillo de Montebuoni y de las tierras agrícolas de San Casciano en Val di Pesa, en la Toscana, mantenía estrechas relaciones con el Oriente griego. No se tiene información de sus primeros años ni de su formación, pero en Florencia probablemente recibió una buena formación humanista con el poeta Guarino Veronese, a través del cual conoció al mecenas y humanista Niccolò Niccoli, estudioso de la obra clásica y la geografía de cuyo círculo pasaría a formar parte.
Entre 1414 partió hacia Rodas, buscando manuscritos antiguos y donde se estableció y aprendió o perfeccionó su griego; viajó por Creta, donde estuvo al menos en tres ocasiones, Chipre, y Constantinopla, en la década de 1420. Durante sus viajes adquirió un notable conocimiento del mundo egeo, participó activamente en exploraciones arqueológicas y adquirió un gran número de códices y manuscritos griegos procedentes de monasterios de varias islas cuyo destinatario final era Niccoli y que hoy se conservan con su fecha de compra en la biblioteca Laurentiana de Florencia.
Es autor de dos obras histórico-geográficas: Descriptio insulae Cretae (1417, que dedicó a Niccolò Niccoli), basado en una expedición por la isla de Creta, y la monumental Liber insularum Archipelagi (1420, que dedicó al cardenal Giordano Orsini). Ambos libros son un compendio de información geográfica, arqueológica, cartas y rutas de navegación de la época, pero también de las costumbres de los habitantes del mar Egeo a comienzos del siglo XV cuando el poder veneciano en la zona era casi total. Liber insularum Archipelagi es el primer insulario del que se tiene conocimiento, contiene una descripción de Constantinopla y de 66 islas del Egeo, e incluye el mapa más antiguo de la Ciudad que se conoce y el único que data de la conquista otomana de la ciudad en 1453. La importancia de esta última obra fue de tal magnitud que fue copiada en manuscritos mientras Buondelmonti estaba en vida. El gran viajero Ciriaco de Ancona la llevaba como libro principal en sus primeros viajes por Grecia. Con sus obras creó un nuevo género literario, los insularios, en los que se mezclaba el simbolismo de las cartas náuticas con la descripción corográfica e histórica de los lugares visitados.. La influencia de la obra de Buondelmonti fue de tal calibre que sus libros fueron básicos para todos los viajeros en los siguientes 500 años e indispensables para que cualquiera que se quiera acercar al conocimiento de las islas del Egeo, en particular de Creta, la primera que visitó y describió al poco de llegar al Egeo.
Durante un viaje por la isla de Andros hacia 1419 compró un manuscrito griego y lo envió a Italia; se trataba de la Hieroglyphica de Horapolo, un estudio de casi doscientos jeroglíficos egipcios que proponía una interpretación de su significado y que desempeñó un papel importante tanto en el pensamiento humanista como en el arte.
No se sabe con certeza la fecha de su muerte pero en unos trabajos recientes se especula con una fecha en torno a 1435, es decir, vivió unas dos décadas en el Egeo. Es casi seguro que falleció en Rodas, la isla que le sirvió de base de operaciones, en la que se atestigua que sirvió como Deán de la Catedral en torno a 1430 y en cuyo cementerio otomano fue hallada una epígrafe del propio viajero florentino.